# Revenge of the Mummy (Universal Orlando Resort)
Revenge of the Mummy in den Universal Studios Florida im Universal Orlando Resort (Florida, USA) ist eine Stahlachterbahn des Herstellers Premier Rides, die am 21. Mai 2004 eröffnet wurde und damit die Attraktion Kongfrontation ersetzte. Das Besondere an dieser Achterbahn ist, dass sie komplett innerhalb eines Gebäudes gebaut wurde. In Fachsprache nennt man dies auch Dunkelachterbahn oder Darkride.
Die Züge werden mittels Linearmotoren (LIM) aus dem direkten Stand auf rund 72 km/h beschleunigt. Dazu wurden auf der 671 m langen Strecke drei solcher Beschleunigungsstrecken verbaut. Eine Fahrt dauert ungefähr drei Minuten. Die Fahrgäste müssen mindestens 1,22 m groß sein, um mitfahren zu dürfen.
Anfang 2021 wurden mehrere Elemente der Attraktion während einer zweiwöchigen Schließung modernisiert, darunter moderne Projektoren und Toneffekte. Eine weitere Generalüberholung fand im Sommer 2022 statt. Dabei wurden die Effekte und die zentrale Kontrollstation grundüberholt, welche die Attraktion steuert.